# Бехта Павло Антонович
Павло Антонович Бехта (нар. 26 березня 1960, с. Бортятин, Мостиський район, Львівська область) — український науковець. Заслужений діяч науки і техніки України (2023), доктор технічних наук (1996), професор (2002), завідувач кафедри технологій деревинних композиційних матеріалів, целюлози та паперу Національного лісотехнічного університету України, дійсний член Міжнародної академії науки про деревину — International Academy of Wood Science ( 2022). Нагороджений Почесною грамотою Кабінету Міністрів України (2024), Почесною грамотою Міністерства освіти і науки України (2008), нагрудним знаком «Відмінник освіти України» (2010), нагрудним знаком «За наукові та освітні досягнення» (2015).

## Життєпис
Народився 26 березня 1960 року в с. Бортятин Мостиського району Львівської області. Вищу освіту здобув у 1982 р. у Львівському лісотехнічному інституті (тепер — Національний лісотехнічний університет України). Спеціальність за дипломом — «Технологія деревообробки», кваліфікація — «Інженер-технолог».
Доктор технічних наук з листопада 1996 р. за спеціальністю 05.05.07 — машини та процеси лісівничого комплексу. Дисертаційна робота захищена у в Українському державному лісотехнічному університеті (тепер — НЛТУ України, м. Львів). Вчене звання професора присвоєно в лютому 2002 року.
Бехта П. А. протягом 1982—1983 років працював майстром цеху деревообробки у Димерському лісгоспзазі Київської обл. З 1983 р. — аспірант Українського науково-дослідного інституту механічної обробки деревини (УкрНДІМОД) у м. Києві. Згодом (1988—1989 рр.) — інженер-конструктор проектно-конструкторського технологічного інституту Мінліспрому УРСР. Викладацьку кар'єру розпочав у 1989 р. асистентом на кафедрі технології виробів з деревини у Львівському лісотехнічному інституті. У період 1994—1997 рр. працював доцентом кафедри гідротермічної обробки деревини та клеєних матеріалів у цьому ж навчальному закладі. З 1997 р. — професор, завідувач кафедри технології деревинних композитних матеріалів, целюлози та паперу Національного лісотехнічного університету України, де працює й тепер.
Підготовку фахівців професор Бехта П. А. здійснює за напрямами «Деревооброблювальні технології» та «Хімічна технологія». Вчений викладає навчальні дисципліни — «Технологія клеєних матеріалів», «Технологія деревинних плит і пластиків», «Комп'ютерна обробка експериментальних даних».
Наукові дослідження професор Бехта П.А. проводить у галузі створення деревинних композиційних матеріалів із заданими властивостями і структурою, вдосконалення існуючих і розроблення технологічних процесів нових композиційних матеріалів на основі деревини, термопластів і рослинної сировини, а також покращення властивостей деревини і деревинних композитів шляхом їх модифікування. Під його керівництвом запропоновано нові технології виготовлення: деревинно-полімерних матеріалів плоским способом пресування; нетоксичних деревинно-полімерних матеріалів із використанням відходів деревини, рослинної сировини (соломи) і термопластичних полімерів; стружкових плит із використанням соломи; малотоксичної фанери із застосуванням термопластичних полімерів; фанери з попередньо ущільненого шпону з покращеними декоративними властивостями за зменшеної витрати клею, з використанням шпону підвищеної вологості, підвищеної вогнестійкості. Одержано клейові композиції для виготовлення малотоксичної фанери. Розроблені технології, запропоновані клейові композиції та окремі пристрої для їх реалізації захищені патентами України на винаходи та корисні моделі.України.
Професор Бехта П.А. здійснює керівництво аспірантами і докторантами з 1996 року. Ним сформована наукова школа зі створення нових і вдосконалення існуючих технологій виготовлення деревинних композиційних матеріалів із заданою структурою та властивостями. Під його керівництвом захищено 15 кандидатських та 3 докторські дисертації. Вчений у 2024 р. нагороджений Почесною грамотою Кабінету Міністрів України, у 2008 р. — Почесною грамотою Міністерства освіти та науки України, у 2010 р. — нагрудним знаком «Відмінник освіти України», а у 2015 р. — нагрудним знаком «За наукові та освітні досягнення».
Володіє польською, словацькою та англійською мовами.

## Наукові праці
Науковий доробок професора Бехти П.А. складають 2 монографії, 4 підручники та 9 навчальних посібників для ВНЗ, 4 словники, понад 200 наукових статей, серед них 85 наукових статей опубліковано у відомих зарубіжних реферованих журналах, цитованих в наукометричних базах даних Scopus і Web of Science.
Професор Бехта П.А. зробив значний внесок у розвиток винахідництва у галузі деревоперероблення. Він є автором/співавтором 133 патентів на винаходи і корисні моделі. 